# Кураж — пес-страхопуд
«Кура́ж — пес-страхопу́д»  (англ. Courage the Cowardly Dog) — американський мультиплікаційний серіал, створений Джоном Ділвортом.
У 1995 році мультиплікаційна студія Hanna-Barbera випустила пілотний епізод мультсеріалу «Chicken From Outer Space».
З 12 листопада 1999 по 22 листопада 2002 року основні чотири сезони мультсеріалу вироблені вже на студії Stretch Films транслювалися на телеканалі Cartoon Network. Завдяки мовленню телеканалу на території України, ці чотири сезони (52 епізоди) були перекладені на російську мову.
У 2013 році студія Stretch Films випускає додатковий епізод «The Fog of Courage», який на відміну від своїх попередніх варіантів зроблений за допомогою комп'ютерної 3D-графіки.
У 2021 році студія Warner Bros. показала трейлер мульт-кросовера Скубі-Ду і Куража під назвою «Straight Outta Nowhere: Scooby-Doo! Meets Courage the Cowardly Dog».

## Основний сюжет
У головній ролі Кураж. Маленьким цуценям його знайшла Мюріель, яка живе в місті Ніде зі своїм чоловіком Юстасом Бегом. Дивні речі кояться в місті. Тільки Кураж врятує свій новий дім.
Кураж і його господарі часто стикаються з монстрами, прибульцями, зомбі та іншими надприродними істотами, яких приваблює місто Ніде. Сюжет загалом використовує умовності, що є характерними для фільмів жахів. Хоча більшість істот, з якими зустрічалися ці троє — ворожі, але деякі можуть виявитися дружніми до них.
Попри епізодичну природу, в серіалі є кілька персонажів, які часто з'являються, включаючи саркастичний розумний комп'ютер Куража (Саймон Пребл), сімейного лікаря Віндалу (Пол Шоффлер), чихуахуа на ім'я Ширлі Медіум (Мері Теста), лиходії Кац і Ле Квак (обидва озвучені Шоффлером).

## Виробництво
Спочатку «Кураж — пес-страхопуд» був створений як семихвилинний короткометражний анімаційний фільм «The Chicken from Outer Space». Ділворт розпочав короткометражку із Ханною Барберою, спонсором якого стала Cartoon Network. Короткометражка послужила фактично пілотом для майбутнього серіалу. В оригінальній короткометражці не було діалогів, за винятком однієї репліки, вимовленої Куражем, який мав авторитетніший голос ніж у серіалі. Кураж був озвучений Говардом Хоффманом, який також забезпечив усі інші вокальні звуки та ефекти. Інопланетна курка була лиходієм у цьому короткометражному фільмі. Пізніше він знову з'являється в серіалі, щоб помститися. Його сини також намагаються помститися в пізньомішу епізоді.
Короткометражний фільм був номінований на премію «Оскар» за найкращий короткометражний анімаційний фільм на 68-ій церемонії вречення, але програв короткометражці Ніка Парка «Воллес та Ґроміт.Стрижка під нуль».
Оригінальна музика, що звучить в мультсеріалі, була створена Джоді Грей та Енді Езрін. Іноді можна почути класичну музику, яка віддає належне класичній анімації Warner Bros. і музиці Карла Столлінга.

## Персонажі

### Головні
Кураж — не дивлячись на його ім'я, він найбоягузливіший пес на світі. Ще маленьким щеням він був знайдений Мюріель Беґ, яка прихистила його. Тепер він живе в місті Ніде разом з Мюріель і Юстасом. Найбільше він любить дрімати на колінах Мюріель, коли та відпочиває. Особливими його ознаками є бузковий колір шерсті та дірка в зубі.
Мюріель Беґ — пані похилого віку, що живе на самотній фермі разом зі своїм чоловіком Юстасом і Куражем. Вона дуже добра, великодушна та чуйна жінка, яка любить свого пса та чоловіка, попри постійне бурчання й незадоволення останнього. Однак Мюріел також може вдарити його качалкою по голові за нехорошу поведінку. Ззовні виглядає повнотілою бабцею з кучерявим волоссям, носить круглі окуляри. Вона дуже любить готувати, до всіх своїх страв (включно з варенням) додає оцет в різних кількостях. Мюріель уміє готувати чудові солодощі, за які вона постійно посідає перші місця в кулінарних конкурсах.
Юстас Беґ — старий фермер, що проживає у власному будинку разом з Мюріель та Куражем. У Юстаса бридкий та буркотливий характер, його не хвилює ніхто навколо, тому він віддає перевагу сидінню в своєму великому кріслі та читати газету. Куража він недолюблює і називає його дурним. Юстас знає наскільки боягузливим є пес, тому іноді лякає того, й доводячи до істерики.(наприклад одяганням страшних масок). У плані зовнішності Юстас є повною протилежністю Мюріель.

### Другорядні
Доктор Віндалу — є лікарем із Індії, говорить з акцентом. Працює в клініці міста Ніде, куди до нього часто звертаються за медичною допомогою сім'я Беґів. Зазвичай каже пацієнтові, що з ним все гаразд, або що він нічим не може допомогти.
Ширлі Медіум — виглядає як маленький песик породи Чихуахуа. ЇЇ особливими ознаками є блідо-зелениого забарвлення шерсті, гострі вуха і великі очі. Одягнена як циганка-ворожка. Вона живе в невеликому фургоні, в середині якого багато різноманітних речей (і окультного характеру) якими й торгує.

### Лиходії
Кац — найчастіше повторюваний антагоніст серіалу. Це худий кіт яскраво червоного кольору. З'являється в сервалі чотири рази (не рахуючи серії «Страшна помста», де деякі злодії збираються разом.
Ле Кряк — другий за частотою появ антагоніст серіалу. З'являється в трьох власних епізодах. Імовірно він є вихідцем із Франції, бо він говорить з акцентом. У нього завжди насуплені брови, що й «видає» за шахрая.

## Цікаві факти
Персонажі схожі на Куража і Ширлі медіума були присутні в епізоді «Smart Talk With Raisin» 1993 року.